# Siucice
Siucice [pronunciación en polaco: /ɕuˈt͡ɕit͡sɛ/] es un pueblo en el distrito administrativo de Gmina Aleksandrów, dentro de Distrito de Piotrków, Voivodato de Łódź, en Polonia central. Se encuentra aproximadamente 4 kilómetros al sudeste de Aleksandrów, 30 kilómetros al sudeste de Piotrków Trybunalski, y 72 kilómetros al sudeste de la capital regional, Łódź.